# 吉納翼

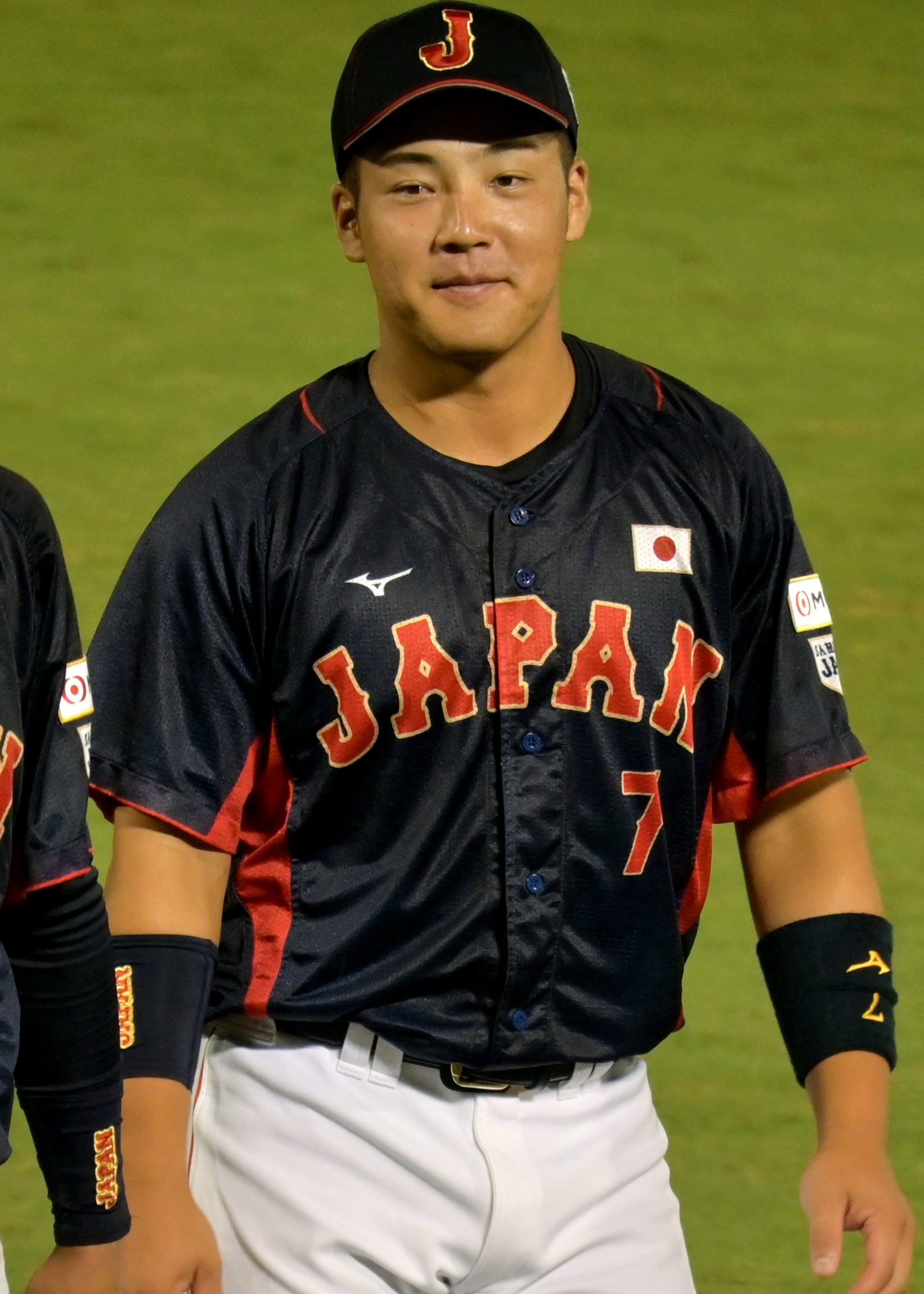
大学時代
（2024年8月28日ほっともっとフィールド神戸）

吉納 翼（よしのう つばさ、2002年8月16日 - ）は、愛知県春日井市出身のプロ野球選手（外野手）。右投左打。東北楽天ゴールデンイーグルス所属。

## 経歴
父が野球をしていた影響で3歳から野球を始める。春日井市立松原小学校時代は松原ファイターズ、春日井市立松原中学校時代は名古屋富士ボーイズでプレー。
東邦高等学校では2年春の第91回選抜高等学校野球大会に外野手のレギュラーとして出場し優勝。明石商業との準決勝では中森俊介から逆方向の左中間スタンドに決勝点となる3点本塁打を放った。高校通算44本塁打。1学年上に石川昂弥、2学年上に林琢真がいた。
高校卒業後はアスリート選抜入試で合格した早稲田大学へ進学。1年春のリーグ戦から出場し、3年秋に本塁打王とベストナインを獲得。4年春に7季ぶりとなる優勝を果たし、秋は東大戦1回戦で満塁本塁打&3ランを放つなど4本塁打・16打点を記録し春秋連覇に貢献した。リーグ通算13本塁打。4年時にハーレムベースボールウィーク日本代表に選出され優勝。同期に山縣秀がいる。
2024年10月24日に行われたプロ野球ドラフト会議において、東北楽天ゴールデンイーグルスより5位指名を受けた。12月6日、契約金3500万円、年俸700万円で入団に合意した（金額は推定）。背番号は36。担当スカウトは井上純。

## 選手としての特徴
広角に長打を放つバッティングが持ち味。高校時代に森田泰弘監督から「構えた時、頭の先からお尻の下まで1本の串が刺さっているイメージで、コマみたいに回って振れ」と指導されたのがベースになっているという。
早稲田の小宮山悟監督は「打球の飛び出しが違うんですよ。ボールが当たってから弾かれて飛んでいく速さがすごい。蛭間拓哉と比べても吉納の方が飛ぶし、宗山塁よりある意味いいと思います」と語っている。

## 人物
高校時代の選抜準決勝や、六大学リーグの早慶戦、全日本選手権準決勝など大事な場面で3ランを数多く放ち、小宮山悟監督からも「ミスター3ラン」と呼ばれていた。
大のディズニーファンで、大学時代はシーズン中でもオフの日にチームメイトと東京ディズニーリゾートへ行くこともあった。好きなキャラクターは『トイ・ストーリー』のウッディ。
楽天の入団会見で、本拠地楽天モバイルパーク左翼スタンド後方の観覧車にホームランを打ちたいと目標を掲げた。本塁から観覧車まで約170mあるが、「うまくモバイルパークの強風に乗せて届けたいと思います」と語っている。
「吉納（よしのう）」は全国に約10人しかいない珍しい名字で、「2025年プロ野球選手の珍しいレア名字ランキング」で筒香嘉智の「筒香」、榮枝裕貴の「榮枝」に次いで3位となった。

## 詳細情報

### 背番号
- 36（2025年[13] - ）

### 代表歴
- 2024年 ハーレムベースボールウィーク 日本代表